# موقف حافلات

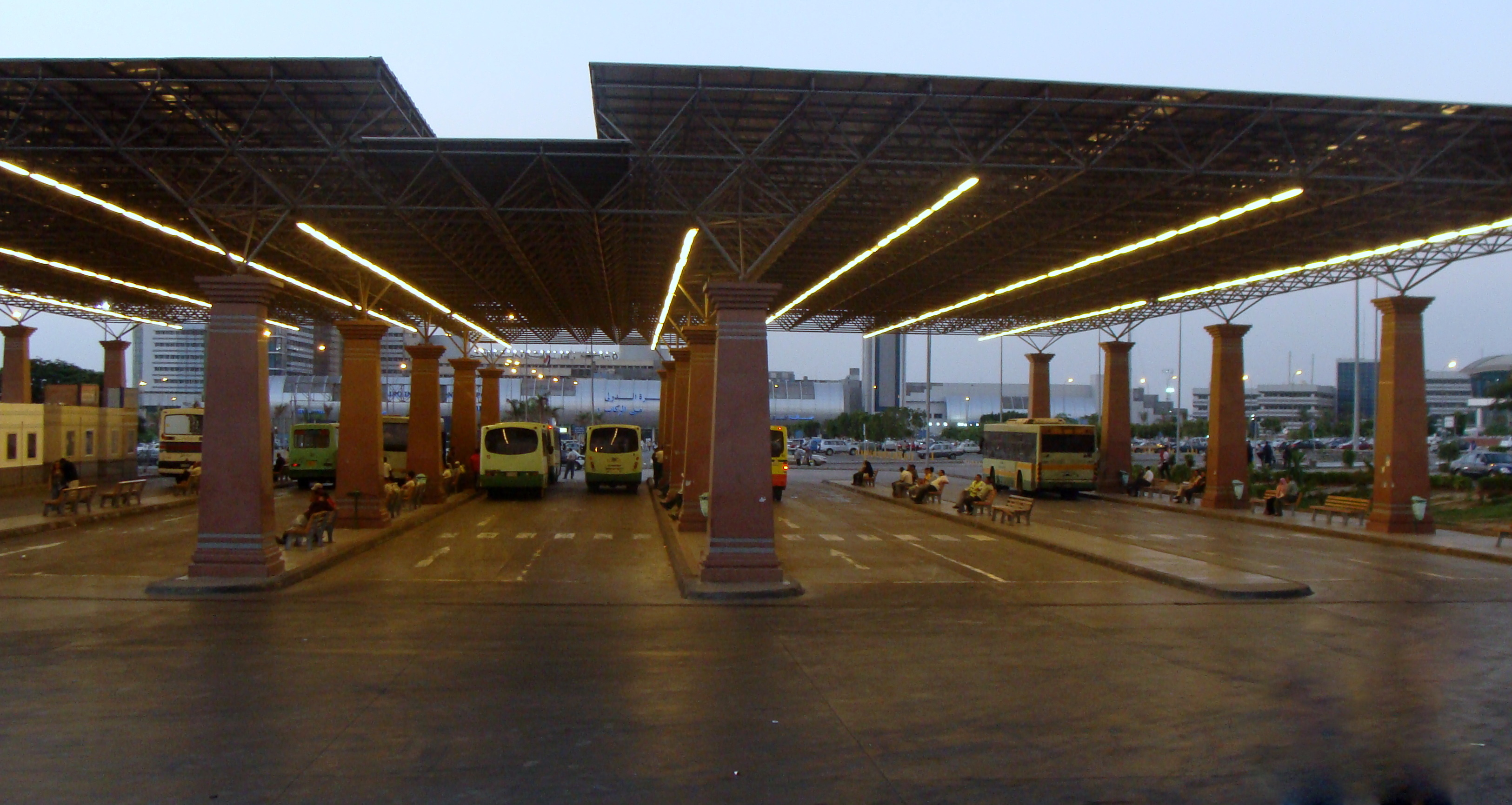
موقف مطار القاهرة

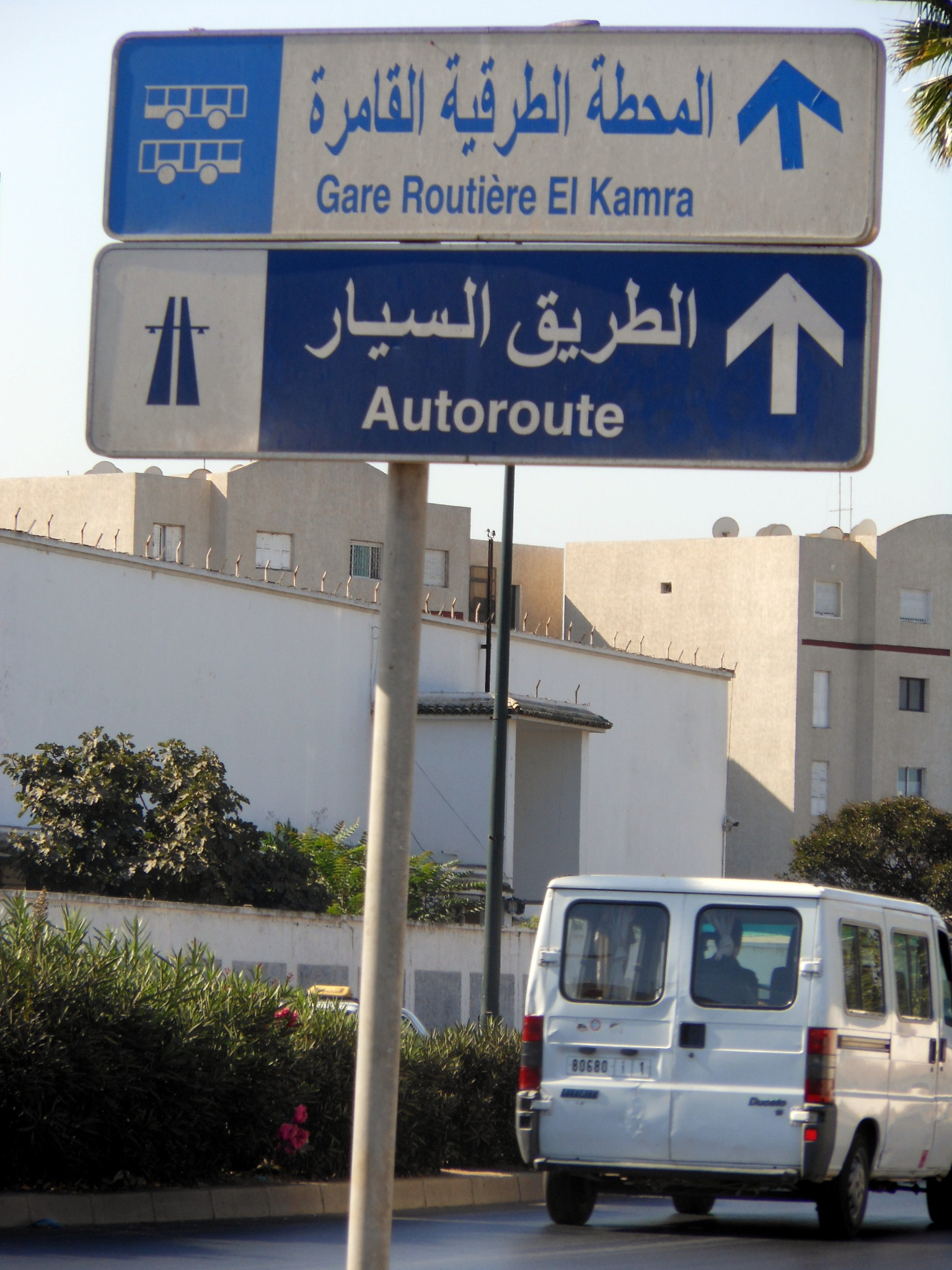

موقف الحافلات أو المحطة الطرقية منطقة مخصصة لتبادل وسائل النقل، من وإلى حافلات تكون بعضها غالبا عابرة للبلاد لتصل بين المدن. وتزود بمرافق لخدمة المسافرين.